# Tumpat (district)
Tumpat is een district in de Maleisische deelstaat Kelantan.
Het district telt 154.000 inwoners op een oppervlakte van 170 km².